# Inte nu, älskling!
Inte nu, älskling! (originaltitel Not Now, Darling) är en fars skriven av Ray Cooney och John Chapman. Den hade premiär 18 september 1967 på Richmond Theatre och på Brooks Atkinson Theatre på Broadway 1970. 

## Synopsis
Handlingen utspelar sig i en pälsaffär. Butiksägaren lovar bort pälsar till sina älskarinnor, vilket inte uppskattas av hans fru, hans affärskompanjon, älskarinnornas män eller deras älskarinnor. 

## Svenska uppsättningar
Den fick sin Sverigepremiär på Intiman i Stockholm 1970 i regi av Hasse Ekman, med Stig Grybe, Christina Schollin, Meg Westergren, Lars Lind med flera i rollerna. Pjäsen föll publiken i smaken, dock inte kritikerna. 
1987 spelades den på Vasan med Carl-Gustaf Lindstedt i huvudrollen, det blev en publiksuccé som varade i två år; i Vasans uppsättning medverkande även Inga Gill,  Martin Ljung och Birgitte Söndergaard. Även Thomas Pettersson har spelat huvudrollen i en uppsättning i Halmstad.

## Filmatisering och bok
Farsen har filmatiserats i regi av författaren och David Croft med Leslie Phillips och Julie Ege.  Den har även getts ut som bok, på svenska i översättning av Marianne Höök.